# Walker County, Texas
För andra områden med samma namn, se Walker County.
Walker County är ett administrativt område i delstaten Texas, USA, med 67 861 invånare (2010). Den administrativa huvudorten (county seat) är Huntsville. 

## Geografi
Enligt United States Census Bureau så har countyt en total area på 2 075 km². 2 038 av den arean är land och 36 km² är vatten.  

### Angränsande countyn
- Houston County - norr
- Trinity County - nordost
- San Jacinto County - öster
- Montgomery County - söder
- Grimes County - väster
- Madison County - nordväst